# Магнитна възприемчивост
Магнитната възприемчивост е физична величина, характеризираща степента на намагнитване на материалите под действието на магнитно поле. Означава се с {\displaystyle \chi _{m}} и е отношение на намагнитването към интензитета на магнитното поле:
{\displaystyle \chi _{m}={\frac {\mathbf {M} }{\mathbf {H} }},}
Магнитната възприемчивост е безразмерна величина, пряко свързана с относителната магнитна проницаемост {\displaystyle \mu _{r}}:
{\displaystyle \chi _{m}=\mu _{r}-1\,}
Понякога се нарича обемна възприемчивост.